# 富美興都市區

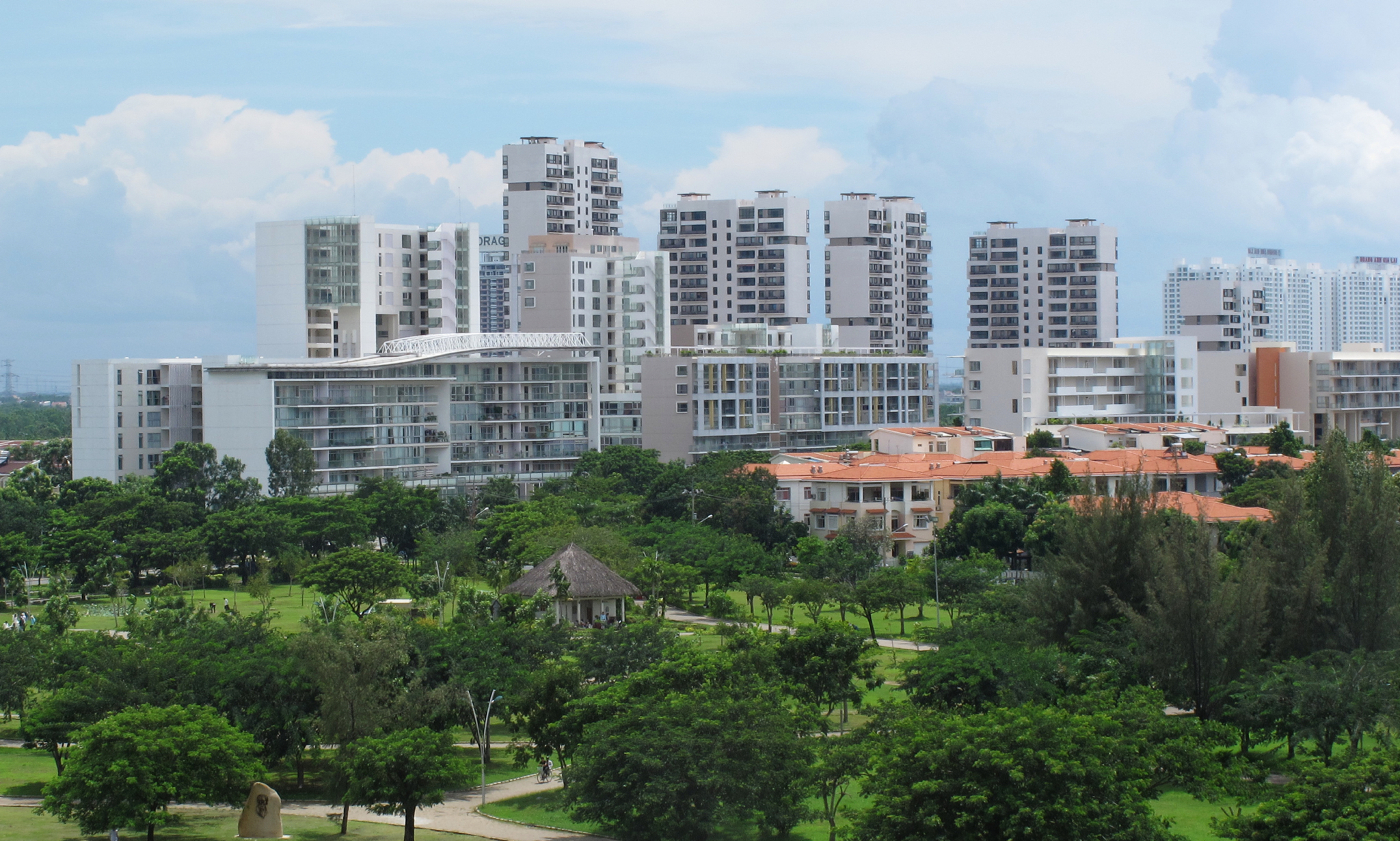
区内住宅

富美興都市區（越南语：／）是位於越南胡志明市的新城市地區。設計由一個美國建築公司實行。投資者是台灣企業家丁善理。城市總面積6平方公里，佈局富有特色，和週圍環境諧和。富美興都市區成為胡志明市重要中心之一。